# Stary cmentarz żydowski w Annopolu
Stary cmentarz żydowski w Annopolu – został założony w XVII lub XVIII wieku (ul. Świeciechowska). Został zamknięty w 1792. 
W 1792 ze względów sanitarnych władze administracyjne nakazały przeniesienie wszystkich cmentarzy poza miasto. W wyniku tej decyzji cmentarz zamknięto, a powstał nowy przy obecnej ul. Leśnej.
Został zniszczony podczas II wojny światowej, a po wojnie jego teren zabudowano. Cmentarz ma powierzchnię 0,42 ha.